# Holly Madison
Holly Madison, właśc. Hollin Sue Cullen (ur. 23 grudnia 1979 w Astorii, Oregon) – amerykańska modelka, występująca w programie telewizyjnym Króliczki Playboya. W Polsce program emitowany był przez stacje telewizyjne E! oraz MTV. Od roku 2009 do 2011 główna bohaterka reality show Holly’s World.

## Życie prywatne
Wczesne dzieciństwo Madison spędziła na Alasce. Gdy skończyła dwanaście lat, jej rodzina przeprowadziła się do Oregonu. W 1999 roku osiedliła się w Los Angeles. Tam uczyła się w Loyola Marymount University. Zarabiała pracując jako kelnerka w restauracji „Hooters”.
W 2001 roku dostała zaproszenie na imprezę do posiadłości Hugh Hefnera, założyciela magazynu Playboy w Beverly Hills, który następnie zaproponował jej zamieszkanie w posiadłości, wraz z mieszkającymi tam już siedmioma innymi kobietami. Po jakimś czasie z grupy tej pozostały u boku Hefnera jedynie Holly Madison i Bridget Marquardt. Jednak w 2004 r. podczas swoich 78 urodzin gospodarz poznał Kendrę Wilkinson, która niebawem zamieszkała w willi. W związku panowała hierarchia: dziewczyną numer jeden była Holly, a po niej Bridget Marquardt oraz Kendra.
Na przełomie września i października 2008 r. Holly Madison oficjalnie ogłosiła, że rozstała się z Hefnerem, jednak do początku 2009 współpracowała przy kręceniu Króliczków Playboya. 
W 2013 r. wyszła za mąż za Pasquale Rotella, z którym ma dwoje dzieci. Małżeństwo zakończyło się rozwodem w lutym 2019 r.

## Kariera
Jest modelką, fotomodelką i aktorką. Pojawiła się na okładkach wielu amerykańskich topowych magazynów. Wystąpiła w kilku kampaniach reklamowych oraz filmach:
1. The Last Broadcast (1998) – jako Miss Lady Bright Eyes
2. Straszny film 4 (2006) – jako #3 blondynka
3. Beneath The Surface (2006) – jako Kat
4. The House Bunny (2008) – jako ona sama
5. Rekinado 3 - jako porucznik Harrison

Wystąpiła również w wielu programach telewizyjnych, m.in.:
1. MTV Cribs
2. Viva la Bam
3. The Bernie Mac Show
4. Króliczki Playboya (The Girls Next Door, 2005-2009)
5. Curb Your Enthusiasm
6. Entourage
7. Robot Chicken
8. The Apprentice: Los Angeles
9. Szpital miejski

### Króliczki Playboya
Holly Madison jest znana głównie z programu Króliczki Playboya. Program ukazywał życie i stosunki, jakie łączyły Holly, Brigdet, Kendrę i Hefnera.

### Dancing with the Stars
Brała udział w VIII edycji programu Dancing with the Stars (2009). Zajęła 11 miejsce, jej partnerem był Dmitry Chaplin.

### Książki
W 2015 r. Madison wydała książkę Down the Rabbit Hole: Curious Adventures and Cautionary Tales of a Former Playboy Bunny. Rok później ukazała się druga, The Vegas Diaries: Romance, Rolling the Dice, and the Road to Reinvention. Obie książki mają charakter autobiograficzny.

## Zwierzęta
Holly posiada pięć psów. Oprócz tego w posiadłości mieści się zoo. Hefner jako jedyny w stanie Los Angeles posiada uprawnienia do tego, aby w miejscu jego posiadłości mieściło się prywatne zoo. 
W kwietniu 2007 roku modelka powiedziała, że „woli chodzić naga, niż w futrze ze skóry zabitego zwierzęcia” popierając tym fundację PETA.

## Wygląd
Madison otwarcie opowiada o swoich operacjach plastycznych. Do tej pory przeszła operacje nosa i piersi, powiększono jej wargi, podniesiono brwi. Wydłużono jej także powierzchnię oczu oraz obniżono i pomniejszono je.